# Soldații japonezi rătăciți
Soldații japonezi rătăciți (supranumiți holdouts sau stragglers în limba engleză) au fost ostași ai armatei imperiale japoneze care, după capitularea oficială a Japoniei la sfârșitul celui de-al Doilea Război Mondial, nu au dat crezare știrilor privind capitularea, din educației dogmatic-militariste fanatice, sau nu au aflat de acest eveniment din lipsa mijloacelor de comunicație. 
Unii dintre ei au continuat să lupte împotriva forțelor Aliaților și, mai târziu, împotriva poliției locale, mulți ani după încheierea războiului. Se pare că ultimii doi soldați japonezi rătăciți care s-au predat au fost Hiroo Onoda și Teruo Nakamura. Aceștia s-au predat, independent unul de altul, de abia în 1974. 
Unii soldați japonezi rătăciți:
- Sakae Oba
- Shoichi Yokoi
- Ishinosuke Uwano